# Valdemar al II-lea al Danemarcei
Valdemar al II-lea (n. 28 iunie 1170, Ribe, regiunea Syddanmark, Danemarca – d. 28 martie 1241, Vordingborg, regiunea Sjælland, Danemarca), numit și Valdemar cel Victorios sau Valdemar Cuceritorul, a fost regele Danemarcei din 1202 până la moartea sa în 1241. 
El a fost al doilea fiu al regelui Valdemar I al Danemarcei și al soției acestuia, Sophia Valadarsdattir, o fiică a Richezei a Poloniei. Când tatăl său a murit, tânărul Valdemar avea 12 ani. El a fost numit Duce de Iutlanda de Sud, fiind reprezentat ca regent de episcopul Valdemar Knudsen⁠(en)[traduceți].
Ducele Valdemar a fost proclamat rege la Adunarea din Iutlanda. În 1203 Valdemar a invadat și cucerit Lübeck și Holstein, adăugându-le la teritoriile controlate de Danemarca. În 1204 el a încercat să influențeze rezultatul succesiunii norvegiene prin conducerea unei flote daneze la Viken, în spijinul lui Erling Steinvegg, pretendentul la tronul Norvegiei. Acest lucru a dus la al doilea război Bagler care a durat până în 1208. Problema succesiunii norvegiene a fost stabilită temporar iar regele norvegian datora credință regelui Danemarcei.
În 1214 Valdemar a invadat cu trupele sale daneze teritoriul Elbei de sud și a cucerit Stade. În august pricipele arhiepiscop Valdemar recucerit orașul doar pentru a-l pierde încă odată, la puțin timp după aceea. În 1209 Otto al IV-lea l-a convins pe Valdemar al II-lea să se retragă la nord de Elba, cerându-i lui Burkhard să demisioneze și expulzându-l pe principele arhiepiscop Valdemar. 
În 1210 papa Inocențiu al III-lea l-a făcut pe Gerhard I, Conte de Oldenburg-Wildeshausen, noul principe arhiepiscop de Bremen. În 1211 Bernard al III-lea din tânărul ducat de Saxonia l-a escortat pe cumnatul său Valdemar în orașul Bermen, recâștigând și bucurându-se de sprijinul lui Otto al IV-lea. 
În 1213 Valdemar a instituit o taxă de război în Norvegia, iar tinerii l-au asasinat pe colectorul de taxe al lui Valdemar, la Adunarea Trøndelag și s-au revoltat. Revolta s-a întins în mai multe regiuni din Norvegia.
În 1216 Valdemar al II-lea și trupele sale daneze au devastat regiunea Stade și au cucerit Hamburgul. Doi ani mai târziu, Valdemar și Gerhard s-au aliat pentru a-l expulza pe Henric al V-lea și pe Otto al IV-lea din teritoriul principelui arhiepiscop. Principele arhiepiscop Valdemar a demisionat în cele din urmă și s-a retras la mănăstire. 

## Căsătoriile și copii
Înainte de prima sa căsătorie, Valdemar a fost logodit cu Rixa de Bavaria, fiica ducelui de Saxonia. Când aranjamentul a căzut, el s-a căsătorit prima dată cu Margareta de Boemia, în 1205. Ea a fost fiica lui Ottokar Premysl, rege al Boemiei, și a câștigat rapid inimile danezilor. Cei doi au avut doi copii:
- Valdemar cel Tânăr (1209 - 28 noiembrie 1231), căsătorit cu Eleonora de Portugalia
- un băiat care a murit la naștere (1212)

După moartea Margaretei, în scopul de a constitui relații bune cu Flandra, Valdemar s-a căsătorit cu Berengaria de Portugalia în 1214. Ea a fost fiica orfană a regelui Sancho I al Portugaliei și sora lui Ferdinand, Conte de Flandra. Era frumoasă însă era dură, fiind urâtă de danezi până la moartea sa timpurie, în 1221. Cei doi au avut următorii copii:
- Eric al IV-lea al Danemarcei (1216 - 10 august 1250)
- Sophie (1217 - 1247), s-a căsătorit în 1230 cu Ioan I, Margraf de Brandenberg
- Abel al Danemarcei (1218 - 29 iunie 1252)
- Christopher I al Danemarcei (1219 - 29 mai 1259)
- un copil care a murit la naștere (1221)

Cu amanta sa, Helena Guttormsdotter, o nobilă suedeză și soția unui important nobil danez: 
- Knut, Duce de Estonia, Lollans și Blekinge

Cu o amantă necunoscută:
- Niels, Conte de Halland